# Mark Zuckerberg
Mark Elliot Zuckerberg [zʌkərbɜːrɡ] (* 14. května 1984 White Plains, New York, USA) je americký internetový podnikatel, spoluzakladatel, prezident a výkonný ředitel Facebooku. Hodnota osobního majetku byla ke květnu 2019 časopisem Forbes odhadována na 70,1 miliard dolarů, což z něj činilo 8. nejbohatšího člověka planety.
Sociální síť Facebook založil jako student Harvardovy univerzity se spolubydlícími a spolužáky – Andrewem McCollumem, Dustinem Moskovitzem, Chrisem Hughesem a Eduardem Saverinem, když program spustil z kolejního pokoje 4. února 2004.
Časopis Time jej v roce 2010 vyhlásil Osobností roku. Od roku 2011 se pravidelně umisťuje na prvním místě v žebříčku nejvlivnějších Židů na světě, sestavovaném izraelským deníkem The Jerusalem Post.

## Osobní život

### Mládí
Narodil se v roku 1984 v newyorském White Plains do židovské rodiny – psychiatričce Karen Kempnerové a zubaři Edwardu Zuckerbergovi. S třemi sestrami Randi, Donnou a Arielle vyrůstali v Dobbs Ferry ve státě New York. Ve třinácti letech podstoupil obřad bar micva. Sám sebe označil za ateistu.

### Vzdělání
Původně studoval na střední škole Ardsley High School, z níž přestoupil na Phillips Exeter Academy, se sídlem v New Hampshire. V novém školském zařízení obdržel vědecké ceny v matematice, fyzice a astronomii, stejně jako v klasických předmětech (dějepis, literatura). V žádosti o přijetí uvedl, že je schopen číst a psát ve francouzštině, hebrejštině, latině a klasické řečtině. Stal se kapitánem šermířského týmu. Maturitu složil v roce 2002. Byl také známý recitací veršů z eposů, jakým byla například Iliada.
Na Exeteru začal spolupracovat s Adamem D'Angelem. Již na vysoké škole, v srpnu 2004, spustili společně s Andrewem McCollumem peer-to-peer aplikaci na sdílení souborů Wirehog..
V roce 2002 nastoupil na Harvardovu univerzitu, kde studoval matematickou informatiku a psychologii.Jeho majoritní předmět na Harvardu byla ale psychologie. Vysokou školu opustil ve druhém ročníku.

## Facebook

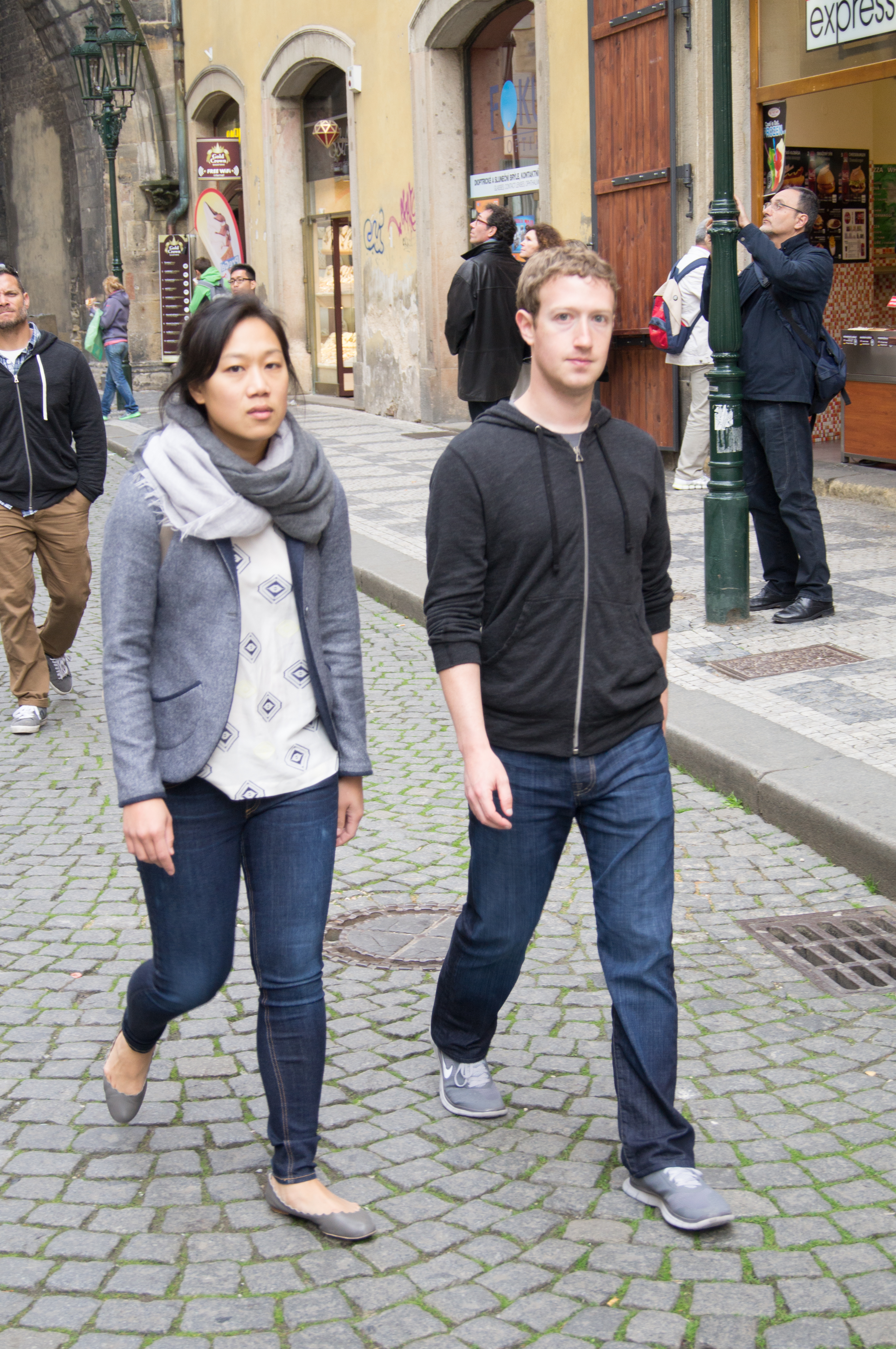
S manželkou Priscillou Chanovou v Praze, 2013

Dne 4. února 2004 zahájil ze svého harvardského pokoje činnost Facebooku. Během léta 2004 se pak odstěhoval s Moskovitzem a dalšími přáteli do kalifornského Palo Alto, kde pokračovali v rozvoji sociální sítě. Malý pronajatý dům využili jako kancelářský prostor.

V květnu 2019 Chris Hughes, spoluzakladatel Facebooku, promluvil o Markově vlivu na sociálních sítích a svém přání rozdělit a regulovat Facebook.
Markův vliv [na sociální sítě] je ohromující, daleko za hranice kohokoli jiného v soukromém či vládním sektoru. Ovládá tři zásadní komunikační platformy – Facebook, Instagram a WhatsApp —, které využívají miliardy lidí každý den. Vedení Facebooku funguje spíše jako poradní komise než dozorčí rada, protože Mark ovládá okolo 60 % hlasovacích akcií. Mark může jednohlasně rozhodnout, jak nakonfigurovat algoritmy Facebooku, které určují, co lidé uvidí ve svých zpravodajských feedech; změnit, jaká nastavení soukromí mohou používat, a dokonce to, jaké odeslané zprávy se k nim dostanou. To on nastoluje pravidla toho, jak rozlišovat nenávistnou a násilnickou řeč oproti řeči urážlivé. On si může umanout zničit konkurenci tím, že ji koupí, zablokuje nebo okopíruje.
Chris Hughes

## Odraz v kultuře
V roce 2010 natočil režisér David Fincher jeho životopisný příběh nazvaný The Social Network. Děj se zaměřil na zrod sítě Facebook a první soudní spory s bývalými spolužáky. Jeho osobu hrál Jesse Eisenberg. V reakci na snímek Zuckerberg uvedl: „Pouze jsem si přál, aby o mně nikdo netočil film, dokud budu stále naživu.“
Ve druhém dílu 22. řady amerického kresleného seriálu Simpsonovi, nazvaném „Dědíme po dědovi“, daboval sám sebe. Premiéra epizody proběhla 3. října 2010.

## Soukromý život
Na uvítacím večírku pro nové členy svého harvardského spolku (během druhého ročníku studia) poznal spolužačku Priscillu Chanovou, s níž navázal partnerský vztah v roce 2003. Chanová je dcera čínsko-vietnamských uprchlíků (Hoa), kteří do Spojených států přijeli po Pádu Saigonu. Narodila se na bostonském předměstí Braintree a roku 2003 ukončila střední školu Quincy High School.
V září 2010 požádal Chanovou, tehdy stále ještě medičku Kalifornské univerzity v San Franciscu, aby se přestěhovala do jeho domu v Palo Alto. Před plánovanými návštěvami Čínské lidové republiky v prosinci 2010 studoval Zuckerberg mandarínštinu. Pak se oženil 19. května 2012 na zahradě svého sídla při oslavě ukončení studia lékařství Chanové. První dcera Maxima Chanová Zuckerbergová, jejímž oficiálním čínským jménem se stalo Čchen Ming-jü (čínsky 陈明宇), se narodila 1. prosince 2015. Druhá dcera August pak přišla na svět v srpnu 2017.